# شلبیویل (کنتاکی)
شلبیویل (به انگلیسی: Shelbyville) شهری در ایالت کنتاکی کشور ایالات متحده آمریکا است که جمعیت آن در سرشماری سال ۲۰۱۰ میلادی، ۱۴٬۰۴۵ نفر بوده‌است.